# José Martins Rodrigues
José Martins Rodrigues (Quixadá, 2 de setembro de 1901 - Brasília, 24 de junho de 1976), foi um advogado, professor e político brasileiro. Foi Ministro da Justiça e Negócios Interiores durante o governo de Ranieri Mazzilli, de 27 de agosto a 8 de setembro de 1961.

## Biografia
Filho de Martinho Rodrigues Sobrinho e de Isabel de Almeida Rodrigues. Realizou os estudos preliminares em sua cidade natal, ingressando em 1918 na Faculdade de Direito do Ceará, pela qual se bacharelou 1922. Foi casado com Francisca Zilda Costa Martins Rodrigues, com quem teve cinco filhos, entre os quais Carlos Roberto, que foi o presidente da seção cearense da Ordem dos Advogados do Brasil, e Zilda Maria, casada com o deputado federal cearense Antônio Pais de Andrade, que exerceu sucessivos mandatos desde 1963.
Descendente de família ligada aos mais antigos troncos da aristocracia rural do Ceará, desde cedo inclinou-se pelo exercício da atividade política, elegendo-se deputado estadual em 1925, quando assumiu a liderança da corrente política que defendia o governo José Carlos de Matos Peixoto. Destacou-se no combate aos seguidores do padre Cícero Romão Batista, que estabeleceram um núcleo político-religioso na cidade de Juazeiro do Norte, e, em virtude de suas relações e compromisso políticos com Matos Peixoto, permaneceu à margem dos acontecimentos que resultaram na Revolução de 1930. Com a vitória desse movimento, que suspendeu o funcionamento dos órgãos legislativos, perdeu seu mandato de deputado estadual. Só voltou à política em 1935, quando desempenhou até 1943, as funções de secretário do Interior e da Fazenda durante a interventoria de Francisco de Meneses Pimentel.
Em 1945, com a deterioração do Estado Novo e a criação dos novos partidos, filiou-se ao Partido Social Democrático (PSD), organizado no Ceará sob a chefia do interventor Meneses Pimentel. Absteve-se entretanto de disputar cargos eletivos, e, passando a advogar no Rio de Janeiro, foi nomeado em 1947 membro do Conselho Nacional de Educação (CNE) e, em 1950, consultor jurídico do Conselho Nacional de Águas e Energia Elétrica. Permaneceu no CNE até fevereiro de 1955, quando se afastou para dedicar-se às tarefas parlamentares.

### De 1955 a 1964
No pleito de outubro de 1954 elegeu-se deputado federal pelo Ceará na legenda do PSD, assumindo o mandato em fevereiro do ano seguinte e tornando-se desde logo uma das principais figuras de seu partido graças à sua participação ativa na campanha de Juscelino Kubitschek à presidência da República. Reeleito em outubro de 1958, passou a ocupar a secretaria-geral do PSD, posição em que se encontrava quando, em agosto de 1961, o país foi convulsionado pela crise decorrente da inesperada renúncia do presidente Jânio Quadros. Naquele momento, João Goulart, então vice-presidente da República, encontrava-se em missão oficial na República Popular da China. De conformidade com a Constituição, a presidência seria nesse caso assumida interinamente pelo presidente da Câmara dos Deputados, que era então o deputado Pascoal Ranieri Mazzilli, do PSD de São Paulo. A sucessão procedeu-se de acordo com a hierarquia constitucional, dentro, porém, de uma situação de crise, provocada pelo veto dos três ministros militares de Jânio — o general Odílio Denis, da Guerra, o almirante Sílvio Heck, da Marinha, e o brigadeiro Gabriel Grün Moss da Aeronáutica, à posse de Goulart.
Nomeado por Mazzilli ministro da Justiça e incumbido de atuar na solução da crise, Martins Rodrigues integrou a comissão de dirigentes nacionais do PSD que, por várias vezes, manteve contato com os chefes militares sublevados tentando encontrar uma saída que, sem provocar o recrudescimento das animosidades crescentes nas forças armadas, tampouco afetasse a legalidade democrática. A Emenda Constitucional nº 4 (2/7/1961), que instituiu no país o parlamentarismo e reduziu os poderes de Goulart, foi a alternativa encontrada e aceita pelos ministros militares, tendo sido Martins Rodrigues um de seus principais articuladores no Congresso. Em 7 de setembro, Goulart assumiu o governo em Brasília perante o Congresso Nacional e, no dia seguinte, enviou mensagem ao mesmo Congresso, propondo o nome de Tancredo Neves para primeiro-ministro e, cumulativamente, ministro da Justiça. Nesse mesmo dia Martins Rodrigues passou a pasta e voltou para a Câmara dos Deputados.
Líder do PSD desde março de 1962, Martins Rodrigues rompeu com Goulart em maio desse ano quando os membros do gabinete Tancredo Neves foram levados a renunciar, uma vez que seriam, todos eles, candidatos a funções eletivas no pleito de outubro daquele ano, que renovaria toda a Câmara e 2/3 do Senado. Segundo as práticas normais do regime parlamentarista, Goulart deveria convidar um elemento do PSD para articular a formação do novo gabinete. Em vez disso, propôs o nome do professor Francisco Clementino de San Tiago Dantas, do Partido Trabalhista Brasileiro (PTB), cujo programa era composto de um conjunto de propostas reformistas diante das quais o conservadorismo pessedista retraía-se com significativa desconfiança. Na liderança parlamentar do partido majoritário, Martins Rodrigues combateu a indicação de San Tiago Dantas e, uma vez rejeitada a proposição trabalhista, trabalhou pela aprovação do nome de Auro de Moura Andrade, do PSD paulista, que renunciou à investidura. Daí em diante Martins Rodrigues filiou-se à corrente pessedista que, sem conspirar abertamente contra o governo Goulart, acompanhava com preocupação a sua vinculação com os setores mais radicais. Contra Goulart se desencadeou afinal o movimento político-militar de março de 1964, que marcou o advento do regime militar.

### No governo Castelo Branco
Com a renúncia de Tancredo Neves, formalizada logo após a deposição do presidente João Goulart, Martins Rodrigues assumiu a liderança do PSD em virtude de suas facilidades de diálogo com os líderes do novo regime. No início de maio, o presidente Humberto Castelo Branco, eleito pelo Congresso, procurou organizar a maioria parlamentar destinada à sustentação política de seu governo, constituída pelo PSD, a União Democrática Nacional (UDN), o Partido Republicano (PR), o Partido Democrata Cristão (PDC), o Partido Social Progressista (PSP) e o Partido Libertador (PL). De acordo com a lógica que inspira o funcionamento do sistema representativo, a liderança da maioria deveria ser exercida pelo PSD, que não só participara, embora discretamente, da queda de Goulart, como ainda garantia a posição de partido majoritário nas duas casas do Congresso. Entretanto, Castelo Branco optou pela escolha de Pedro Aleixo e insistiu nessa preferência. O PSD concordou, desde que cada partido integrante do bloco da maioria preservasse sua liderança. Em consequência, Martins Rodrigues foi escolhido líder de sua agremiação.
Nesse período, sua missão mais importante consistiu em defender o mandato do senador Juscelino Kubitschek, cuja cassação vinha sendo ferrenhamente exigida pelos grupos radicais civis e militares agrupados em torno da liderança de Carlos Lacerda, governador da Guanabara e candidato da UDN à presidência da República. Juntamente com Ernâni Amaral Peixoto, presidente do PSD, Joaquim Ramos, Benedito Valadares e José Maria Alkmin, Martins Rodrigues manteve vários entendimentos com Castelo Branco no sentido de evitar a cassação do mandato e a suspensão dos direitos políticos do ex-presidente. A 3 de junho pronunciou discurso em defesa de Kubitschek e, dez dias depois, já consumada a punição revolucionária, manifestou-se contrário à continuidade do apoio do PSD ao governo.
Discordou ainda das modificações que se pretendia introduzir na Lei da Remessa de Lucros, votada na Câmara durante o governo Goulart, insurgindo-se também contra o artigo 9º da emenda, que demolia algumas barreiras impostas pela lei à transferência de dividendos para o exterior. A aceitação da emenda, segundo Martins Rodrigues, seria “abrir demais a porteira”. Não considerava que a retração dos investidores estrangeiros resultasse da rigidez da lei, mas achava que fosse apenas uma decorrência de uma conjuntura convulsionada pela indefinição de objetivos das propostas reformistas de Goulart.
Em outubro de 1965, diante das vitórias eleitorais de Francisco Negrão de Lima, na Guanabara, e Israel Pinheiro, em Minas Gerais, que derrotaram simultaneamente os candidatos de Carlos Lacerda e José de Magalhães Pinto, o governo, para acalmar os grupos radicais inconformados, localizados notadamente na Vila Militar, no Rio de Janeiro, procurou obter do Congresso a aprovação para uma série de medidas que visavam, no seu juízo, ao resguardo da estabilidade revolucionária. Entre outras providências, Castelo Branco pretendia fixar o critério de eleições indiretas para governadores e determinar que a designação dos secretários de segurança e comandantes das polícias militares passasse a depender de audiência prévia do governo federal. Juracy Magalhães, ministro da Justiça, que substituíra Mílton Campos, tentou assegurar o apoio do PSD, mas o líder Martins Rodrigues opôs-se sob a justificativa de que, se o PSD transigisse naquela oportunidade, seria coagido a admitir novas concessões. Assim, valeria a pena correr o risco com a rejeição da proposição governamental. Diante da evidência dessa rejeição, o governo não aguardou sua concretização e editou o Ato Institucional nº 2 (AI-2), de 27 de outubro de 1965, que, além das exigências formuladas por Juraci, reabria a fase das cassações de mandatos e suspensões de direitos políticos, dissolvendo ainda os partidos políticos constituídos a partir de 1945. Com essa resolução, a Câmara dividiu-se em blocos parlamentares com lideranças próprias a fim de não desorientar o encaminhamento dos projetos em pauta para serem votados. Martins Rodrigues tornou-se, dessa forma, líder do Bloco Social Democrático até dezembro daquele ano, quando as oposições decidiram criar o Movimento Democrático Brasileiro (MDB), tendo o senador Oscar Passos, do Acre, na presidência, Martins Rodrigues na secretaria-geral e Tarcilo Vieira de Melo, da Bahia, na liderança.
Em fevereiro de 1966, Martins Rodrigues fez várias declarações e discursos contra o AI-3, que universalizava as eleições indiretas, exceto para senadores, prefeitos municipais e candidatos aos pleitos proporcionais. Em julho manifestou-se pela oportunidade da reforma constitucional que vinha sendo pleiteada por Castelo, mas ponderou que ela só seria válida e legítima se fosse realizada por um Congresso soberano, livre das pressões da legislação casuística revigorada pelo AI-2. Com a Lei de Fidelidade Partidária, que determinava a perda do mandato do parlamentar que não acompanhasse o partido nas questões fechadas, o MDB — impossibilitado, por ser minoritário, de conquistar a vitória nas eleições indiretas e já que nenhum parlamentar da Arena poderia se rebelar contra a orientação do partido — foi ameaçado de dissolução por alguns de seus líderes mais exaltados. Martins Rodrigues combateu a ideia considerando que, “enquanto houver uma porta aberta para a mobilização da opinião pública”, todo esforço deveria ser tentado.
Em agosto, manifestou-se contra o Ato Complementar nº 18, que reduzia a participação do Congresso na elaboração de matéria orçamentária, insurgindo-se em dezembro também contra o AI-4, que limitava a participação do Congresso na discussão do novo texto constitucional. Em janeiro de 1967 reprovou a emenda de autoria do senador Eurico Resende, proposta para ser inserida na Constituição, segundo a qual, nos casos de atentado à ordem pública, a punição não se deveria restringir apenas à suspensão de direitos políticos, mas também à proibição ao livre exercício da profissão. O senador mineiro baseava-se em um dispositivo da Constituição alemã de Bonn, que reprimia com severidade a reorganização do nazismo. Martins Rodrigues mostrou que o estatuto alemão não fazia referência de nenhuma espécie à prática de atividades profissionais. A nova Constituição foi afinal promulgada em 24 de janeiro de 1967.

### Frente Ampla e AI-5
Em março de 1967, Martins Rodrigues participou da redação do manifesto da Frente Ampla, formada a partir de contatos estabelecidos pelo ex-governador Carlos Lacerda com os ex-presidentes Juscelino Kubitschek, em Lisboa, e João Goulart, em Montevidéu, e visando à aglutinação de antigos oposicionistas com dissidentes do Golpe de 1964 em torno do restabelecimento das eleições diretas e do poder civil. Martins Rodrigues considerou inócua a reivindicação de uma nova Constituição, julgando que seria mais viável empenhar-se na revisão do texto constitucional já adotado no final do governo Castelo Branco. Manifestou-se também contrário à dissolução do MDB na Frente Ampla, que o levaria a perder suas características de entidade partidária autônoma. O normal, no seu entendimento, era que os emedebistas afinados com o programa da Frente Ampla se engajassem nesse projeto, sem prejuízo de suas vinculações com a ação partidária.
Em abril pronunciou-se contra a incorporação dos atos institucionais e seus complementos à Constituição, conforme vinha sendo solicitado pelos grupos militares radicais. No mês seguinte insistiu em sua tese da necessidade de imediata revisão constitucional, tomando como base dois objetivos: eliminação dos dispositivos que coagiam a organização dos partidos e adoção do processo direto para a escolha do presidente e vice-presidente da República.
Martins Rodrigues era da opinião de que as eleições diretas, reclamadas isoladamente e em plano prioritário, não constituíam temas suficientes para mobilizar o interesse popular. Durante uma reunião da Frente Ampla realizada em 15 de agosto, indicou que, nos comícios, públicos, deveriam ser abordados conceitos nacionalistas em torno da exploração dos bens do subsolo e a favor de uma conduta independente no campo da política externa. Seria, segundo ele, a forma mais adequada de conciliar a opinião civil com a militar, evitando assim explosões significativas nos bolsões radicais ainda remanescentes.
Em setembro analisou em discurso na Câmara os primeiros seis meses do governo Costa e Silva, assinalando que “falharam os prognósticos iniciais sobre a abertura democrática do governo”. Mencionou a repressão policial e a manutenção dos atos de exceção como provas de que o governo, na prática, não conseguia libertar-se da tutela dos grupos militares radicais contrários à descompressão do regime. A adoção da sublegenda nas eleições majoritárias — governos estaduais, prefeituras municipais, e Senado, cogitadas na época, mas ainda não adotadas — foi igualmente combatida pelo representante cearense. Esse critério, segundo afirmou, transformava as eleições majoritárias em eleições proporcionais. Para os cargos majoritários, o eleitor preferia o candidato em vez do partido.
Em princípios de 1968 o governo Costa e Silva, pressionado por elementos radicais, começou a identificar propósitos subversivos nos objetivos da Frente Ampla. Martins Rodrigues contestou a procedência dessas suspeitas, salientando que a Frente lutava por eleições diretas e pela revisão constitucional através de meios pacíficos e legais. Naquela conjuntura, afirmou que o único subversivo no país era o senador Dinarte Mariz, que pregava a edição de novos atos institucionais.
Durante o ano de 1968, a frequência das passeatas estudantis suscitou novas manifestações de crise no setor político e sucessivas prontidões nas unidades militares, especialmente nas guarnições aquarteladas na Guanabara. Uma das providências repressivas tomadas pelo governo baseou-se na conversão, em áreas de segurança, dos municípios onde as perspectivas de vitórias eleitorais da oposição eram mais evidentes e significativas. Martins Rodrigues manifestou-se contra essa tendência do governo, denunciando seus aspectos discriminatórios e casuísticos, mas o sistema não estava disposto a recuar. Vários municípios, inclusive os de todas as capitais, foram transformados em “áreas de segurança”, cujos prefeitos seriam nomeados por indicação dos governos estaduais com prévia aprovação do governo federal.
Com o discurso do deputado Márcio Moreira Alves, do MDB da Guanabara, considerado agressivo às forças armadas pelo fato de conclamar o povo a não prestigiar a parada militar de 7 de setembro, o governo, através do ministro Luís Antônio da Gama e Silva, da Justiça, pediu o seu enquadramento no artigo 151 da Constituição, que prevê casos de abusos no exercício do mandato parlamentar. Aceita a representação do procurador-geral da República, a licença para dar seguimento à punição do parlamentar dependia de autorização da Câmara. Defendendo as imunidades de Márcio Alves na Comissão de Constituição Justiça da Câmara dos Deputados, Martin Rodrigues frisou que “o governo vem confirmando o seu completo desapreço pela opinião pública do país e, de outro lado, o seu desconhecimento não só dos fundamentos da doutrina democrática, como também do próprio texto da Constituição em vigor e da tradição do Congresso Nacional”.
Em 12 de dezembro, a Comissão de Constituição e Justiça, acatando parecer do deputado Djalma Marinho, da Arena do Rio Grande do Norte, rejeitou o pedido de licença. Ao término da votação, Martins Rodrigues realizou sua última intervenção como parlamentar, dirigindo-se enfaticamente aos demais membros daquela comissão: “De pé para aplaudir um homem.” Referia-se a Djalma Marinho, pelo parecer que acabava de emitir, contrário às expectativas do governo. O plenário acompanhou a decisão da comissão e, horas depois, o governo expedia o AI-5, determinando o recesso do Congresso e cassando inúmeros mandatos parlamentares. Tendo o seu mandato cassado no dia 16 de janeiro de 1969, Martins Rodrigues no dia seguinte retomou suas atividades como advogado em Brasília, associando-se ao escritório mantido na capital por seu amigo Antônio Coelho Mascarenhas.

## Homenagens
- No Ceará, uma ponte sobre o Rio Ceará foi nomeada em homenagem ao político.[15]
- Uma avenida em Fortaleza foi nomeada em homenagem ao político.[16]
- Uma rua em Quixadá foi nomeada em homenagem ao político.[17]
- Uma escola em Quixadá foi nomeada em homenagem ao político.[18]
- Uma escola em Maracanaú foi nomeada em homenagem ao político.[19]